# Султан Арслан-Ґерай
Султан Арслан-Ґерай (осман. أرسلان كراى ‎) — кубанський сераскир з роду Ґераїв, син кубанського сераскира Кази-Ґерая та правнук кримського хана Девлет-Ґерая.

## Біографія
Учасник російсько-турецької війни (1787—1791). У березні 1789 кубанський сераскир Арслан-Ґерай зібрав ополчення з народів «за Лабою, що мешкають» на підтримку турецьких військ.
У лютому 1790 року його син Султан Менглі-Ґерай перейшов із частиною ногайських родів (наврузівці) у російське підданство. Його відправили до Петербурга, а 1798 року дали чин полковника.
Після російсько-турецької війни більшість закубанських ногайців було переведено на російську сторону, і кубанський сераскир Арслан-Ґерай пред'явив свої права на них. Спочатку він намагався повернути наврузівців і в 1792 році підмовляв їх до втечі за Кубань, але не досягнувши успіху в цьому, сам вирішив переселитися, щоб «керувати справами цих за їхнім звичаєм». У 1798 році він просив дозволу жити «між ногайськими татарами, що живуть на Кумі та біля Бештових гір, з дорученням їх у його начальство».
Потім Арслан-Ґерай звернувся до уряду з проханням про відведення йому особливих земель і переміщення туди всіх ногайців і абазин, що живуть у П'ятигір'ї, а головне, про «удостоєння його над підлеглим йому народом …званням сераскира». Однак російська влада не забула його вірну службу Османської імперії. Командувач Кавказької лінії генерал-лейтенант К. Кноррінг відмовив йому в званні сераскира, яке не відповідало російському управлінню, і Арслан-Ґерай залишився у ногайців-мансурівців у Закубанні.
Його сини — Султан Менглі-Ґерай, Султан Азамат-Ґерай, Султан Максюд-Ґерай і Султан Бахти-Ґерай.